# Eleonora Abbagnato
Eleonora Abbagnato (Palermo, Sicilia; 30 de junio de 1978) es una bailarina de ballet italiana. Desde 2013 es una étoile en el Ballet de la Ópera de París, lo que la convierte en la primera bailarina italiana con esa categoría estelar en Francia. Desde 2015 es la directora del ballet del Teatro de la Ópera de Roma.

## Biografía
Nació en Palermo, Italia, Eleonora Abbagnato comenzó a bailar a los cuatro años y a los doce años se mudó a Montecarlo (Mónaco) para inscribirse en la Academia de danza Princesse Grace con Marika Bresobrasova, luego se unió a la Escuela Superior de Danza Rosella Hightower en Cannes. En el mismo año ganó el concurso DanzaEuropa 1990.
A los trece años, Roland Petit la eligió para el rol de la princesa Aurora de niña en su versión coreográfica de La Bella durmiente y realizó una gira por diversas ciudades de Europa. En 1992, luego de una audición privada, fue admitida en la «Escuela de danza» de la Ópera de París como estudiante becada.
En 1996, se graduó y se incorporó al cuerpo de baile de la Opéra de París, donde siguió su carrera en rápido ascenso de acuerdo a las categorías de esta institución: se convirtió en una integrante de la cuadrilla en 1997, aprobó el corifeo en 1999, fue Sujet en 2000, première danseuse en 2001 al interpretar una coreografía con una variación impuesta del Vals Fantástico de Raymonda y una variación libre extraída de La bayadera, y promovida a Étoile desde el 27 de marzo de 2013 al finalizar la representación del rol de Carmen en la versión de Carmen de Roland Petit.
Fue finalista en el concurso más antiguo de danza del mundo, la prestigiosa Competencia Internacional de Ballet de Varna (Bulgaria) en 1998, y recibió el «Prix de danse du Cercle Carpeaux» (Premio de danza Círculo Carpeaux) de 1999.
En 2000 obtuvo el Premio del público de la AROP (Association pour le rayonnement de l'Opéra national de Paris) de danza 1999 otorgado a una o un joven bailarín del ballet de la Ópera nacional de París por su destacada interpretación en la temporada anterior. 
En 2001 participó bailando en el video musical Little Scare del cantante Benjamin Diamond, junto con bailarín francés Jérémie Belingard. 
Además recibió el Primer Premio “Jeune Espoir” de la ciudad de Catania, el Premio Internacional Gino Tani en 2001 y el Premio Barroco (Lecce) en 2007, entre otros. 
Eleonora debutó como actriz en 2007 en la película «Il 7 e l'8» dirigida por Salvatore Ficarra, Valentino Picone y Giambattista Avellino y protagonizada por el dúo italiano Ficarra y Picone. En el mismo año también participó como bailarina durante una noche en la cuarta entrega de la cuarta edición del reality show italiano «Ballando con le stelle» (Bailando con las estrellas), en Rai 1, y fue la protagonista de un episodio del programa Il testimonio en MTV. Formó parte del Jurado de Calidad de la categoría "Campeones" en el Festival de la Canción de San Remo 2008.
El 18 de febrero de 2009 condujo la segunda noche de Festival de la Canción de San Remo junto a Paolo Bonolis, con Luca Laurenti y el modelo israelí Nir Lavi. Estuvo presente como bailarina protagonizando el videoclip Ad ogni costo (A toda costa) de Vasco Rossi dirigido por Stefano Salvati, lanzado el 30 de octubre del mismo año.
Fue dirigida por Maurizio Scaparro en el espectáculo Polvere di Baghdad, en donde recitó y bailó, y con el que participó de la Sección Teatro de la Bienal de Venecia en noviembre de 2009, luego inició una gira por diversas ciudades italianas.
En 2009 recibió el Premio italiano “Danza&Danza” como mejor intérprete del año 2008 y fue reconocida como «Siciliana dell’anno 2008» por el presidente de la región Sicilia. Fue nominada en 2008 y 2011 al Premio Benois de la Danse otorgado por la Asociación Internacional de Danza de Moscú. 
De 2009 a 2011 fue asesora artística del Teatro Petruzzelli de Bari, durante el relanzamiento de este histórico teatro.
En junio de 2010 fue reconocida por el presidente francés Nicolas Sarkozy, con la distinción de Chevalier des Arts et des Lettres (Caballero de las Artes y de las Letras) por su contribución a la cultura francesa y los méritos adquiridos en la Ópera de París.
Obtuvo el Premio «Positano Premia la Danza Léonide Massine 2013».
Desde mayo de 2015 fue nombrada directora del cuerpo de ballet del Teatro de la Ópera de Roma.
Es invitada regularmente a Italia, en particular por La Scala de Milán y el ballet del Teatro San Carlo de Nápoles.
Se destaca interpretando todos los roles de su mentor, Roland Petit, y en las obras de repertorio clásico y contemporáneo de Angelin Preljocaj, Georges Balanchine, William Forsythe, Jirí Kylián, Rudolf Nuréyev y Pina Bausch.
En 2018 comenzó una gira internacional, que incluye representaciones en países latinoamericanos, con el espectáculo Eleonora Abbagnato y étoiles italianas en el mundo, acompañada con bailarines rusos, franceses y estadounidenses.
Se encuentra en etapa de preproducción el largometraje biográfico Étoile dirigido por Irish Braschi contando su vida y trayectoria profesional.
Se despide oficialmente de la Ópera de París el 23 de diciembre de 2019 debido a que el reglamento de esta compañía establece que las bailarinas deben jubilarse a los cuarenta y dos años.

### Roles protagonizados en el ballet de la Ópera nacional de París
- La risa de la lira (Le Rire de la lyre). José Montalvo - 1999
- Esmeraldas / Joyas (Émeraudes/Joyaux). George Balanchine - 2000
- Esmeraldas / Joyas (Émeraudes/Joyaux). Jiří Kylián - 2001
- Cumbres borrascosas (Wuthering Heights). Kader Belarbi - 2002
- Sonata aproximada, Suite de artefacto (Approximate Sonata, Artifact Suite). William Forsythe - 2006
- Proust o las intermitencias del corazón (Proust ou les intermittences du cœur). Roland Petit - 2007
- Tercera sinfonía de Mahler (Troisième symphonie de Gustav Mahler). John Neumeier - 2009
- Dafnis y Cloe (Daphnis et Chloé). Rol de Liceion. Benjamin Millepied - 2014
- Sueño de una noche de verano (Le Songe d'une nuit d'été). Rol de Titania. George Balanchine - 2017
- La pasión de la pequeña cerillera (The Little Match Girl Passion). Simon Valastro - 2017
- Sin ataduras (Fancy Free). Jerome Robbins - 2018
- Carmen. Mats Ek - 2019[26]

## Vida personal
Su padre Elio Abbagnato fue dirigente del club Società Sportiva Dilettantistica Palermo en los años ochenta y su abuelo materno fue jugador de fútbol en el club Ginnastica Sampierdarenese.
Se casó con el futbolista Federico Balzaretti el 13 de junio de 2011 en la Capilla Palatina del Palacio de los Normandos en Palermo. El 24 de enero de 2012 nació en Palermo su hija Julia. Su hijo Gabriel nació en Roma el 3 de enero de 2015.
El mismo año, lanzó su autobiografía Un angelo sulle punte (Un ángel en puntas) editada por Rizzoli.
Posó para el fotógrafo Massimo Gatti para el libro sobre ella editado por Skira con prólogo de Giuseppe Tornatore. El libro fue presentado en la Galleria Robillant+Voena de Milán el 11 de diciembre de 2012 donde se inauguró también una muestra con 25 retratos. La muestra continuó en el Teatro Chino de Los Ángeles, en Londres y en Miami Art Base.
Su interés por la moda la llevó a concertar diferentes alianzas con grandes diseñadores: se presentó en escena en el Concierto de Año Nuevo de Viena con diseños realizados por Valentino especialmente para ella; con Maria Grazia Chiuri, directora creativa de Dior, que diseñó dieciséis trajes del vestuario de uno de los tres ballets Nuit Blanches para la Ópera de Roma.

## Filmografía

### Cine
- Il 7 e l'8 de Giambattista Avellino y Ficarra e Picone (2007)

### Documentales
- Tout près des étoiles de Nils Tavernier (2001)
- A l'école des étoiles de Jérôme Laperrousaz (2003)

### Videoclip
- Little Scare de Benjamin Diamond (2001)

- Ad ogni costo de Vasco Rossi (2012)

### Doblaje
- Ballerina (2016) Voz italiana de Odette.